# Real Love (Clean Bandit)
Real Love è un singolo del gruppo musicale britannico Clean Bandit, pubblicato il 16 novembre 2014 come settimo estratto dal primo album in studio New Eyes.

## Descrizione
Dopo il grande successo della canzone Rather Be, il gruppo britannico ha deciso di tornare a collaborare con Glynne, componendo assieme il brano Real Love. Difatti, è stato deciso da entrambe le parti di inserire anche nel disco di debutto della Glynne, I Cry When I Laugh, la collaborazione.
Nel gennaio 2015 il duo EDM statunitense The Chainsmokers hanno registrato un remix del brano.

## Tracce
Testi e musiche di Richard Boardman, Robert Harvey, Sarah Blanchard, Jessica Glynne, Janée Bennett, Jack Patterson, Grace Chatto.
1. Real Love (feat. Jess Glynne) – 3:39

### Remix
1. Real Love (The Chainsmokers Remix) (feat. Jess Glynne e The Chainsmokers) – 3:39

## Classifiche
| Classifica (2014-15)            | Posizione massima |
| ------------------------------- | ----------------- |
| Australia                       | 13                |
| Austria                         | 22                |
| Belgio (Fiandre)                | 9                 |
| Belgio (Vallonia)               | 12                |
| Brasile                         | 70                |
| Francia                         | 171               |
| Germania                        | 2                 |
| Irlanda                         | 26                |
| Israele                         | 1                 |
| Italia                          | 53                |
| Messico                         | 23                |
| Nuova Zelanda                   | 35                |
| Polonia                         | 19                |
| Regno Unito                     | 2                 |
| Scozia                          | 3                 |
| Slovenia                        | 32                |
| Stati Uniti Hot Dance/EDM Songs | 18                |
| Svizzera                        | 37                |
| Ungheria                        | 22                |